# Солонцы (Херсонская область)
Солонцы (укр. Солонці) — село в Алёшковской городской общине Херсонского района Херсонской области Украины.
В 2022 году, в ходе вторжения России в Украину, село было захвачено. На данный момент находится под российской оккупацией.
Почтовый индекс — 75109. Телефонный код — 5542. Код КОАТУУ — 6525084001.

## Население
Население по переписи 2001 года составляло 1051 человек.

### Языковой состав
Родной язык населения по данным переписи 2001 года:
| Язык       | Численность, чел. | Доля     |
| ---------- | ----------------- | -------- |
| Украинский | 969               | 92,20 %  |
| Русский    | 47                | 4,47 %   |
| Армянский  | 31                | 2,95 %   |
| Другое     | 4                 | 0,38 %   |
| Итого      | 1 051             | 100,00 % |

## Местный совет
75109, Херсонская обл., Алёшковский р-н, с. Солонцы, ул. Заречная, 45